# Алентрада
A l’entrada Del Temps Clar — аквитанская песня, записанная в XII веке. Текст и музыка сохранились до наших дней. Имеет ритуальный характер пробуждения весны, поэтому традиционно является женской песней (аналог веснянки). Первая строчка переводится как: «в начале ясных дней».
Песня имеет кельтское или романское происхождение. Как и большинство языческих песен, в древние времена сопровождалась мимическим (в сочетании с драматической игрой) импровизационным танцем. Музыка, пение и театральное действо создавали особое карнавальное настроение, высказывали радость от пробуждения природы и надежды на хороший урожай.
Существует версия, что песня принадлежит к жанру так называемых malmarieé — жанра поэзии, который повествует о юной красавице, замужем за стариком, которая мечтает о молодом любовнике. В песне присутствует популярный европейский образ Майской Королевы (в данном случае — Апрельской).